# Félix Gaborit
Pour les articles homonymes, voir Gaborit.
Félix Gaborit est un homme politique français né le 6 juin 1867 à Saint-Nazaire (Loire-Inférieure) et décédé le 3 avril 1944 à Neuilly-sur-Seine (Seine).

## Biographie
Journaliste à Saint-Nazaire, puis à Paris, au journal La Lanterne, il est un ami proche d'Aristide Briand. Il entre à son cabinet lorsqu'il devient ministre de l'Instruction, en 1906. En 1910, il est conseiller général du canton de Claye-Souilly et député de Seine-et-Marne de 1914 à 1924, siégeant à la Gauche républicaine, puis à l'Entente républicaine démocratique. En 1919, il est président de la commission de l'administration générale, départementale et communale. Battu en 1924, il reprend ses activités de journaliste à Candide.

## Sources
- « Félix Gaborit », dans le Dictionnaire des parlementaires français (1889-1940), sous la direction de Jean Jolly, PUF, 1960 [détail de l’édition]